# 요로 율령
요로 율령(養老律令)은 고대 일본에서 덴표호지(天平寶字) 원년(757년)에 시행되었던 기본 법령이다. 그 구성은 율(律) 10권 12편에 령(令) 10권 30편이다.
다이호 율령(大宝律令)에 이어 새로운 율령으로써 일본에서 시행되어, 고대 일본의 정치 체제를 규정하는 근본 법령으로 기능하였으나, 헤이안 시대(平安時代)에 접어들면서 현실 사회 및 경제 상황과 차츰 동떨어지기 시작하였다. 헤이안 시대 조정은 격식의 제정 등으로 이를 보완하려 애썼으나, 늦어도 헤이안 중기에 이르러서는 거의 와해되다시피 하였다. 이후 특별히 폐지령도 나오지 않은 채 형식적으로나마 남아 메이지 유신(明治維新) 때까지 존속하였다.
일본의 학자들은 제정 내용에 관한 자료가 발견되지 않은 다이호 율령의 내용을 이 요로 율령을 토대로 추측하려 시도하고 있다.

## 성립
다이호 원년(701년)에 후지와라노 후히토(藤原不比等) 등이 편찬한 다이호 율령이 성립되었으나, 그 뒤로도 후히토 등은 일본의 실정에 맞게 당풍 율령을 개정하고자 시도하였고, 율령을 찬수(개수)하는 작업을 이어나갔다. 그러나 요로 4년(720년)에 후히토의 죽음으로 이러한 율령 수찬 작업은 일시 정지되었다(다만 그 뒤로도 율령의 개정은 지속되었고, 최종적으로는 시행 무렵에 이미 그 일부가 반영되고 있었다).
그 뒤 고켄 천황(孝謙天皇)의 치세 때인 757년 5월에 후지와라노 나카마로(藤原仲麻呂)의 주도로 720년 이래 착수가 찬수가 중단되었던 신율령의 시행이 이루어졌다. 이것이 요로 율령이다. 기존의 학설에서는 옛 다이호 율령과 새로운 율령 사이에는 일부(호령戸令등) 중요한 부분에 대해서만 개정이 이루어졌고, 전반적으로 완전히 달라진 내용은 많지 않고 어구나 표현, 법령의 미흡했던 점을 수정했다는 점만이 차이점으로 지적되었다. 다만 이러한 통설에 대해서는 에모토 준이치(榎本淳一)에 의해 이의가 제기되었다. 그는 다이호 율령에서 요로 율령으로의 개정을 일부 당풍화(唐風化)와 일본 현지의 실정 사이의 괴리를 포함한 거의 전체적인 부분을 일본의 실정에 맞춰 뜯어 고치다시피 했고, 내용 ・ 형식이 완비된 법전이 완성되었다는 설을 주장하고 나섰다. 이후 양자의 서로 다른 점에 관해서는 의론이 이어지고 있다.
이후 간무 천황(桓武天皇)의 시대에 요로 율령의 수정과 추가를 목적으로 하는 산정율령(刪定律令) 24조 ・ 산정령격(刪定令格) 45조가 제정되었으나 얼마 못 가서 폐지되었고, 이후 일본에서 율령의 편찬은 더 이상 이루어지지 않았다.

## 같이 보기
- 다이호 율령